# Вас ожидает гражданка Никанорова
«Вас ожидает гражданка Никано́рова» — советский художественный фильм, снятый киностудией «Мосфильм» в 1978 году.

## Сюжет
Деревенская жительница Екатерина Никанорова мечтает о «сказочном принце». Из-за этого является объектом насмешек среди жителей деревни — всякий раз, влюбившись, она продаёт дом, увольняется из колхоза и уезжает вместе со встреченным мужчиной, но потом возвращается.
Однажды, после очередного такого возвращения, она узнаёт, что в дом, который она продала, заселили нового ветеринара Павла Дёжкина. Председатель колхоза с трудом уговаривает Никанорову пожить вместе с Дёжкиным на гостиничных условиях, пока они не подыщут ему другое жильё. Совместная жизнь с новым знакомым начинается.
Павел — человек деликатный, легкоранимый и осторожный, его когда-то бросила любимая девушка. Однажды к нему приезжает институтский друг Женя и начинает ухаживать за Катей. Через несколько дней она решает уехать вместе с Женей в город, но затем возвращается. Оказывается, она просто решила вызвать у Павла ревность.
Вскоре Павел и Катя решают пожениться. Однажды вечером Дёжкин начал упрекать Катю в том, что она распустила по всей деревне слух, что они женятся. Между ними происходит ссора. На следующее утро Павел решает уезжать домой.
В финале Никанорова вызывает Дёжкина по вокзальной громкой связи; он слышит это объявление, но для зрителя остаётся непонятным: уедет он или вернётся.

## В ролях
— главная роль
| Актёр                 | Роль                                              |
| --------------------- | ------------------------------------------------- |
| Наталья Гундарева     | работница колхоза Катя Никанорова                 |
| Борислав Брондуков    | ветеринар Павел Иванович Дёжкин                   |
| Евгений Киндинов      | институтский друг Дёжкина Женя                    |
| Иван Рыжов            | председатель колхоза Леопольд Васильевич          |
| Михаил Васьков        | колхозный шофёр Слава                             |
| Геннадий Фролов       | «жених» Никаноровой Стёпа                         |
| Лев Борисов           | «общественная сила»                               |
| Наталья Гущина        | подруга Кати Лиза                                 |
| Вера Новикова         | помощница Дёжкина Тамара                          |
| Валентина Березуцкая  | соседка тётя Люба                                 |
| Людмила Полякова      | соседка Верка                                     |
| Светлана Харитонова   | соседка Люда                                      |
| Александра Харитонова | соседка                                           |
| Евгения Лыжина        | старая соседка (озвучивает Мария Виноградова)     |
| Александр Лукьянов    | колхозник на телеге (озвучивает Вадим Спиридонов) |
| Владимир Акимов       | колхозник                                         |
| Владимир Приходько    | колхозник Данилыч                                 |
| Василий Фущич         | комбайнёр                                         |
| Виктор Шульгин        | милиционер                                        |

## Съёмочная группа
- Автор сценария: Виктор Мережко
- Режиссёр: Леонид Марягин
- Оператор: Юрий Авдеев, Владимир Фридкин
- Художник: Анатолий Кузнецов
- Композитор: Ян Френкель
- Песни на стихи Игоря Шаферана

## Факты
- Во время съёмок картины с горы на съёмочную площадку покатился потерявший управление грузовик. Все, кто был на площадке, разбежались, а режиссёр фильма Марягин замешкался. Наталья Гундарева, обернувшись и поняв, что машина сейчас снесёт его, бросилась к Марягину, и вместе они отлетели в сторону. Машина промчалась мимо. Когда вечером отмечали это событие, режиссёр всё повторял: «Наташка спасла мне жизнь»[1].

## Места съёмок
Снимать картину Марягин хотел в деревне Федосеевка неподалёку от города Старый Оскол Белгородской области, где режиссёр жил в юности. Однако приехав в дорогие ему места после долгого отсутствия, он обнаружил, что там все изменилось до неузнаваемости, и той идиллической русской деревеньки, которую он запомнил, уже не существует — город расширился и поглотил Федосеевку. После поисков натуры было решено снимать картину в Ростовской области, в селе Самбек под Таганрогом. Эпизод у железнодорожного вокзала снимался в Ростове.